# Faisão
O faisão (feminino: faisoa) é uma ave galiforme de corpo robusto e de pernas e asas curtas. O grupo inclui diversos gêneros e espécies, muitas delas cinegéticas.

## Etimologia
"Faisão" é oriundo do grego phasianós, pelo latim phasianu e pelo provençal antigo faisan. Que significa Ave colorida de penas curtas.

## Descrição
Todas as espécies de faisão apresentam forte dimorfismo sexual, sendo o macho maior e mais colorido que a fêmea. Os machos têm também longas penas posteriores, que se assemelham a uma cauda. As fêmeas incubam os ovos e tratam das crias sozinhas.
Um faisão pode viver até vinte anos. Na natureza ele se alimenta de frutas, raízes, insetos, folhas e verduras. O faisão torna-se maduro sexualmente aos um ou dois anos, dependendo da espécie. Nas condições climáticas brasileiras, ele se reproduz de setembro a dezembro, atingindo o pico máximo em outubro. Em cada postura o número de ovos varia de 15 a 30. O período de incubação é de 22 a 27 dias, variando a espécie.
Os ovos e outros pratos de faisão são muito apreciados, mas de alto valor, rondando os 40€ por pessoa.

## Algumas espécies
- Faisão-comum (Phasianus colchicus)
- Faisão-eperonier (Polyplectron bicalcaratum)
- Faisão-de-swinhoe (Lophura swinhoii)
- Faisão-da-manchúria (Crossoptilum mantchurium)
- Faisão-esplêndido (Lophophorus lhuysii)
- Faisão-resplandecente (Lophophorus impejanus)
- Faisão-dourado (Chrysolophus pictus)
- Faisão-prateado (Lophura nycthemera)
- Faisão-verde (Phasianus versicolor)
- Faisão-perlado (Lophura diadi)
- Faisão-argus (Argusianus argus)
- Faisão-de-Bulwer (Lophura Bulweri)